# 中心窩

人間の目の模式図。中心窩が下部にある。図は右目の水平断を表す。

中心窩（ちゅうしんか、羅: fovea, fovea centralis）は目の一部分であり、網膜の黄斑部の中心に位置する。
中心窩は、高精細な中心視野での視覚に寄与しており、これは読書、テレビや映画の観賞、運転、その他の視覚的詳細を扱うすべての活動において必要であり、最も重要な領域である。中心窩の外縁には傍中心窩 (羅: parafovea) があり、そのさらに外側には周中心窩 (羅: perifovea) がある。傍中心窩は中間の領域であり、神経節細胞層が5層以上の層をなしている。周中心窩は網膜神経節細胞が層構造をなしている最も外側の領域であり、最適な視力は得られない。そのさらに外側には、大きな周辺視野があり、低解像度の視覚情報処理に寄与している。視神経は中心窩由来の神経線維をおよそ50 %含み、それ以外の網膜領域からの神経線維をおよそ50 %含む。

## 解説
中心窩 (fovea) の語は、ラテン語由来で、pit や pitfall (くぼみ) を表す。解剖学的な用語では、体にはいくつかの "fovea" があり、たとえば大腿骨には大腿骨頭窩 (羅: fovea capitis femoris) がある。
人間の目では、中心窩は網膜上のくぼみのことであり、この領域が最高の視力を可能にする（周辺視野では視力が低下する）。
人間の中心窩では、光受容器に対する網膜神経節細胞の数の比が2.5で1に近い。つまり、ほとんどの光受容器は、自分の情報を伝える専用の神経節細胞を持っていることになる。このことにより、感覚データの損失がほとんど生じず、中心窩において高精細の視知覚が得られる原因となっている。
人間の中心窩の大きさは直径1.0 mm程度であり、錐体細胞の密度が高い。中心窩の中心を中心小窩 (羅: foveola) とよび、大きさは直径0.2 mm程度であって、錐体細胞のみが存在し、桿体細胞はほとんど存在しない。
網膜の他の領域と比べると、中心窩の錐体細胞は直径が小さく、より密に凝集している (六角形状のパターンを作っている)。錐体細胞がこのように高密度に存在することで、中心窩では高い視力が実現されている。このことは、網膜の血管が中心窩には存在しないことにより、さらに強調されている。網膜の血管は錐体細胞へ到達する透過光と干渉する可能性があるためである。霊長類の中心窩では内細胞層に細胞が存在せず、このことは中心窩での高い視力にさらに寄与すると考えられている。
網膜は血液供給を受けていないことから、中心窩では脈絡膜の血管から、網膜色素上皮とブルッフ膜を通過する酸素の供給を受ける。この血液供給のみでは、光量が多い条件での中心窩の代謝的需要を満たすことができない。そのため、中心窩は光量が大きいと低酸素血症状態になる。
錐体細胞は色素であるオプシンを有し、これが色覚を可能にしていることから、中心窩は色覚において重要な役割を果たしている。色覚は、人間が他の哺乳類よりも優れている点のひとつである。
中心窩は領域にすると網膜の1 %にも満たないが、脳の視覚皮質での面積は50 %以上にもなる。中心窩は正確には視軸上に位置せず、4から8度耳側にある。中心窩は視野の中心2度の領域であり、これは腕をのばしたときの親指の幅の2倍程度の大きさである。
中心窩の周辺部では、中心窩から押し出されたニューロンが位置している。この領域は、網膜でもっとも厚みのある領域である。
中心窩には桿体細胞は存在しないことから、中心窩では低光量に対して感度を持たない。その為、天文学者が暗い星を観測する際には、視野の中心からやや外れた部分で見るそらし目を使い、星を見易くしている。
中心窩はキサントフィルという黄色の色素で覆われており、カロテノイドであるゼアキサンチンやルテインを伴い (Balashov and Bernstein, 1998)、これは錐体細胞の軸索であるヘンレ繊維層に存在する。色素領域は青色を吸収するが、これは色収差による問題に適応する進化的意義があったと考えられる。
中心窩は魚類、爬虫類、鳥類にも存在する。哺乳類のなかでは、中心窩を持つのは真猿亜目の霊長類のみである。中心窩は生物種によって異なる形態を持つ。たとえば霊長類では、錐体細胞は中心窩の底に位置し、浅層にある他の位置の細胞は中心窩から押しだされるようにして、外側へと移動する。これは発生の初期および出生直後に生じる。他の種では、内細胞層の厚みの減少が、ほとんどないこともある。